# دیوید سیمائو
دیوید سیمائو (انگلیسی: David Simão؛ زادهٔ ۱۵ مهٔ ۱۹۹۰) بازیکن فوتبال اهل پرتغال است.
از باشگاه‌هایی که در آن بازی کرده‌است می‌توان به باشگاه فوتبال آکادمیکا، باشگاه فوتبال پاسوژ د فریرا، باشگاه فوتبال اروکا، باشگاه فوتبال بنفیکا، و باشگاه ورزشی ماریتیمو اشاره کرد.
وی همچنین در تیم‌های ملی فوتبال زیر ۱۶ سال پرتغال، زیر ۱۷ سال پرتغال، زیر ۱۸ سال پرتغال، تیم ملی فوتبال زیر 19 سال پرتغال، زیر ۲۰ سال پرتغال، و زیر ۲۱ سال پرتغال بازی کرده‌است.